# مارتینو د کانال
مارتینو د کانال نویسنده و مورخ ونیزی قرن ۱۳ میلادی که کتاب Les estoires de Venise اثر اوست. وی در این کتاب به ذکر تاریخ ونیز تا زمان خود می‌پردازد.